# Conferința Națiunilor Unite din 2022 privind schimbările climatice
Conferința Națiunilor Unite privind schimbările climatice din 2022, denumită mai frecvent Conferința părților UNFCCC, sau COP27, se desfășoară ca a 27-a conferință a Națiunilor Unite privind schimbările climatice și are loc între 6 noiembrie și 18 noiembrie 2022 în Sharm El Sheikh, Egipt. Conferința se desfășoară sub președinția ministrului egiptean de externe Sameh Shoukry și sunt așteptați să participe peste 90 de șefi de stat și reprezentanți ai 190 de țări.
Conferința a avut loc anual de la primul acord ONU privind clima în 1992. Evenimentul este folosit de guverne pentru a conveni asupra politicilor de limitare a creșterii temperaturii globale și de adaptare la impactul asociat schimbărilor climatice.

## Context

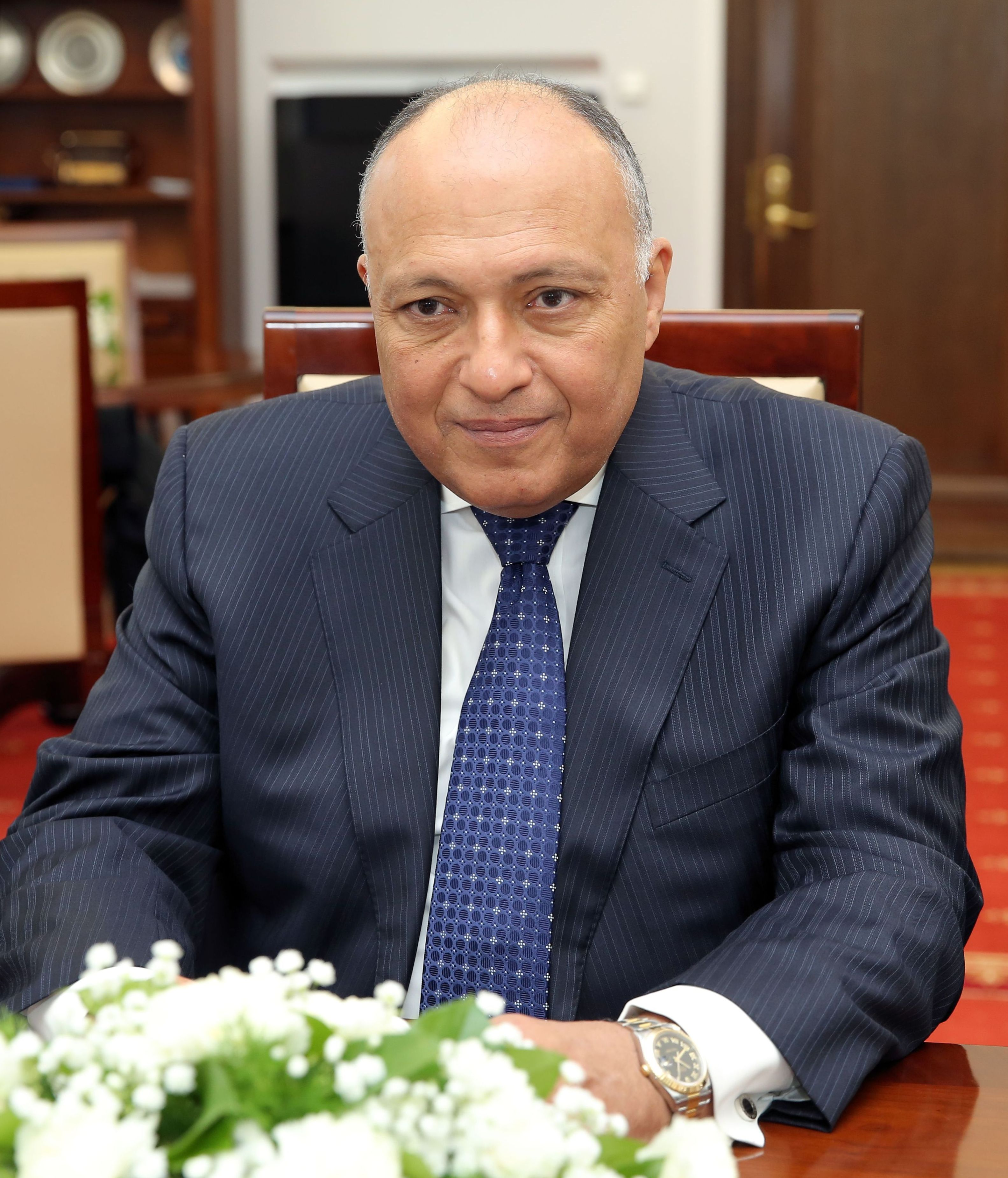
Ministrul egiptean al Afacerilor Externe Sameh Shoukry va fi președintele COP27.

Egiptul a fost anunțat ca gazdă a conferinței în urma unei oferte lansată în 2021. La 8 ianuarie 2022, ministrul Mediului din Egipt, Yasmine Fouad, s-a întâlnit cu președintele COP26, Alok Sharma, pentru a discuta despre pregătirile pentru conferință.  Organizatorii egipteni au sfătuit țările să pună deoparte tensiunile legate de invazia rusă a Ucrainei din 2022 pentru a asigura succesul negocierilor.
Posibilele măsuri privind schimbările climatice au fost discutate în cadrul Adunării Generale a Națiunilor Unite din 2022, și au inclus guvernele mai multor națiuni insulare care au lansat inițiativa Națiunilor în creștere, iar Danemarca și Scoția au anunțat măsuri de finanțare a schimbărilor climatice pentru țările în curs de dezvoltare. La 14 octombrie 2022, guvernul scoțian a cerut reparații climatice la COP27, ca o „responsabilitate morală”. La o reuniune pre-COP din octombrie 2022, secretarul general al ONU António Guterres a subliniat importanța conferinței având în vedere impactul schimbărilor climatice observate în 2022, cum ar fi inundațiile din Pakistan, valurile de căldură în Europa și uraganul Ian.
Conferința e prima COP care va avea loc în Africa după cea din 2016, când COP22 a avut loc la Marrakech. Ministrul egiptean al Afacerilor Externe Sameh Shoukry a preluat președinția de la Sharma la începutul conferinței. Statele Unite au decis să susțină discuțiile despre climă la COP27 și vor încerca să asiste țările care sunt cele mai afectate de schimbările climatice.
Cu o săptămână înainte de summit, UNEP a publicat un raport subliniind că „nu a existat nicio cale credibilă” pentru limitarea creșterii temperaturii globale la 1,5 °C și că eforturile de atenuare de la COP26 au fost „îngrozitor de inadecvate”.

### Sponsorizare
Conferința este sponsorizată de Coca-Cola . Mai mulți activiști de mediu au sugerat că aceasta a fost Greenwashing, având în vedere contribuția companiei la poluarea cu plastic.

## Prezența

### Participanții
Sunt așteptați să participe aproximativ 90 de șefi de stat și reprezentanți din peste 190 de țări. Președintele Statelor Unite ale Americii Joe Biden și reprezentantul pe teme climatice John Kerry sunt așteptați să participe, la fel ca președintele francez Emmanuel Macron, cancelarul german Olaf Scholz, comisarul european Ursula von der Leyen, premierul indian Narendra Modi și premierul italian Giorgia Meloni. Președintele turc Recep Tayyip Erdogan este probabil să participe și el, după ce a renunțat la COP26. Președintele României Klaus Johannis va fi și el prezent la conferință.
Prim-ministrul Marii Britanii, Rishi Sunak precum fostul premier Boris Johnson și primul ministru scoțian Nicola Sturgeon sunt, de asemenea, prezenți.
Imediat după câștigarea alegerilor generale din Brazilia din 2022, președintele ales Luiz Inácio Lula da Silva a confirmat că va participa la summit.

### Neparticipanți
În septembrie 2022, Egiptul a avertizat Regatul Unit să nu dea înapoi de la obiectivele sale climatice, în lumina unei schimbări aduse de noul guvern al premierului Liz Truss și a anunțului că noul monarh Charles al III-lea nu va participa la conferință la sfatul lui Truss. În urma demisiei lui Truss, cererea ca Charles al III-lea să nu fie prezent a rămas în vigoare. În schimb, cu două zile înainte de COP27, el a găzduit o recepție la Palatul Buckingham pentru a discuta despre schimbările climatice. Prim-ministrul australian Anthony Albanese, președintele chinez Xi Jinping și activista suedeză pentru schimbările climatice Greta Thunberg nu participă la COP27. 

## Itinerar
Pe 7 și 8 noiembrie, conferința va începe cu un summit mondial al liderilor, urmat de discuții pe teme precum finanțarea climei, decarbonizarea, adaptarea la schimbările climatice și agricultura în prima săptămână. A doua săptămână este de așteptat să acopere teme precum genul, apa și biodiversitatea. Președintele francez Emmanuel Macron, premierul olandez Mark Rutte și președintele senegalez Macky Sall vor găzdui un eveniment privind accelerarea acțiunii privind schimbările climatice în Africa.